# Absalon Larsen
Absalon Larsen, Søren Absalon Larsen (født 5. april 1871 i Middelfart, død 2. januar 1957 i Gentofte) var en dansk fysiker og elektrotekniker. Han er begravet på Mariebjerg Kirkegård i Gentofte.
Absalon Larsen læste filosofi og blev uddannet cand.phil og underviste efterfølgende også i teologi. Af ren interesse begyndte han at læse naturvidenskab og fysik. Han blev assistent til professor Peter Kristian Prytz og blev efterfølgende ansat som docent og senere professor i elektroteknik.

## Familie
Han var søn af maltgører Hans Christian Larsen og Ingeborg Absalonsen. I 1900 blev han gift med Agnes Hedevig Elisabeth Munch.

## Uddannelse
- 1890: Student
- 1891: Cand.phil
- 1896 - 1897: Assistent for professor Peter Kristian Prytz
- 1898: Københavns Universitets guldmedalje for afhandling om amalgamers elektriske ledningsevner[3]
- 1898 - 1903: Assistent på Polyteknisk Læreanstalts fysik-laboratorium
- 1903 - 1906: Docent i elektroteknik ved Polyteknisk Læreanstalt
- 1906 - 1941: Professor i elektroteknik ved Polyteknisk Læreanstalt
- 1951: Æresdoktor, DTU Danmarks Tekniske Universitet[4]

### Forslag til videre læsning
- Nordisk Familjebok om Absalon Larsen
- Absalon Larsen på gravsted.dk